# Musée archéologique communal Giovanni Marongiu
Le Musée archéologique communal Giovanni Marongiu est le musée archéologique de Cabras, en Sardaigne inauguré en 1997.
Il conserve des témoignages archéologiques du territoire allant de la préhistoire au Moyen Âge.
Il porte le nom de Giovanni Marongiu (it) (Cabras 1929 - Rome 1993), professeur d'université et ministre des interventions extraordinaires dans le Mezzogiorno dans le dernier gouvernement Andreotti. 

## Expositions
Le musée est consacré à l'exposition de pièces archéologiques provenant du territoire de Cabras.
Il conserve des matériaux provenant de la colonie de Cuccuru is Arrius dans la péninsule du Sinis, qui documentent les différentes phases d'occupation du site du Ve au début du IIIe millénaire av. J.-C., de la ville de Tharros construite par les Phéniciens sur un village nuragique préexistant et développée dans un sens urbain à l'époque punique puis romaine et de l'épave romaine du Mal di Ventre, coulée dans la première moitié du Ier siècle av. J.-C. et retrouvée en 1989 et le statuaire de Mont'e Prama.
La salle consacrée à l'épave du Mal di Ventre a été inaugurée le 7 juin 2008 et celle consacrée au complexe statuaire de Mont'e Prama le 22 mars 2014.

## Services (sous réservation)
Il existe un service de visites guidées gratuites. Le musée organise des ateliers éducatifs sur des sujets archéologiques et naturalistes pour les écoles de tous niveaux, des réunions d'étude et des conférences.